# Museo camuno
Il Museo camuno (CaMus) è un museo storico-artistico e archeologico, situato a Breno (BS). Fu aperto nel giugno 1923, come principale istituzione museale della Val Camonica.

## Sede
Il museo è ubicato al secondo e terzo piano di un'antica dimora quattrocentesca appartenuta alla famiglia Federici e oggi denominata Palazzo della Cultura. Oltre al museo, il Palazzo della Cultura ospita la biblioteca comprensoriale, il centro operativo del Sistema bibliotecario della Val Camonica, l'auditorium e vari spazi espositivi destinati a mostre temporanee.

## Storia
Nel 1905 l'Associazione Pro Valle Camonica valutò la possibilità di istituire un museo di arte e storia. Nel 1908, don Romolo Putelli, appassionato archivista e studioso locale, iniziò la meritoria raccolta di quadri, sculture, arredi, disegni, incisioni, documenti, pergamene, libri antichi, oggetti d'arte applicata e reperti archeologici. Il frutto di questo lavorò consentì, il 10 giugno 1923, di inaugurare il museo, allora collocato nella casa del sacerdote in piazza sant'Antonio a Breno, dove rimase sino alla sua morte, nel 1939.
Con il passaggio della collezione al Comune di Breno, nel dopoguerra il Museo (la cui titolazione sarà Museo Camuno) si arricchì di nuove opere grazie alla donazione di dipinti e sculture del pittore Francesco Domenighini.

Tra gli anni '50 e '60 Araldo Bertolini e Gaetano Panazza ordinarono le opere al piano superiore di villa Ronchi, sede del Comune di Breno.

Nel 1983 fu allestita, nella chiesa di Sant'Antonio a Breno, la mostra intitolata “Proposta per un museo di Val Camonica”, primo passo verso la valorizzazione della collezione, sfociata nella pubblicazione del catalogo generale (1994) e nel suo definitivo allestimento presso il Palazzo della Cultura (2008).
Dal 2012, per iniziativa dell’Amministrazione comunale di Breno e della Comunità Montana di Valle Camonica, per impegno particolare dei rispettivi assessori alla cultura dei due enti, Giampiero Pezzucchi e Giancarlo Maculotti, ad opera dell’allora direttore museale professor Angelo Giorgi e dello storico dell’arte dottor Vincenzo Gheroldi, la collocazione definitiva delle collezioni museali, sia artistiche, sia storiche e archivistiche, ha trovato nuovamente sistemazione all’interno dell’edificio che le aveva già ospitate nel cuore del paese, il palazzo che comprende anche la biblioteca comprensoriale (che aveva conglobato anche quella civica brenese), che, in quell’occasione, per intervento del direttore museale (che creava anche il logo museale e denominava il Museo Camuno-CaMus), veniva denominato Palazzo della cultura.

## Il percorso espositivo
La prima sala presenta, oltre ad alcuni stemmi, una serie di ritratti di esponenti della nobiltà e del clero di Val Camonica in età moderna. L'allestimento si snoda in ordine cronologico e tematico: dalle icone e dai dipinti sacri del XV e XVI secolo (sala 2), ai capolavori della pittura bresciana del Rinascimento (sala 3) sino ai dipinti del Seicento (sala 4). Il percorso è intervallato da due sezioni che raccolgono sculture, arredi liturgici e civili, oggetti d'arte applicata e ceramiche (sale 5-6), per la maggior parte di ambito camuno. Al piano superiore sono visibili dipinti lombardi e veneti del XVII secolo (sala 7) e del XVIII secolo (sala 8). Le ultime sale raccolgono testimonianze pittoriche dell'arte camuna e lombarda tra Otto e Novecento (sala 9) e, infine, una sezione etnoantropologica che documenta la cultura materiale del territorio (sala 10). La loggia, ubicata al primo piano del Museo, conserva ed espone una selezione di reperti archeologici di età preromana e romana, anch'essi in parte raccolti da Putelli all'inizio del XX secolo.

## Le opere

### Dipinti
- Maestro del crocifisso di Pesaro?,  I sette Santi dormienti di Efeso nella spelonca, (1370-1380 circa)
- Callisto Piazza, Deposizione nel santo sepolcro, (1527 circa)
- Girolamo Romani detto il Romanino, Cristo crocifisso (recto) Madonna col Bambino e santa Caterina (verso), (1543-1545 circa)
- Lattanzio Gambara, Testa femminile, (1560 circa)
- Rizzo da Santa Croce, Santa famiglia e san Giovannino, (inizio del XVI secolo)
- Pittore dell'Italia centro-meridionale?, Cattura di Cristo, (fine del XVI secolo)
- Baccio del Bianco?, Il carro della morte, (1620-1630 circa)
- Camillo Procaccini, Martirio di san Bartolomeo, (1622)
- Pittore lombardo, Flora incoronata dal genio (o santa Dorotea? ), inizio XVII secolo
- Luigi Miradori detto il Genovesino,  Memento Mori, (1630)
- Michelangelo Merisi detto il Caravaggio (copia da), Incredulità di san Tommaso, XVII-XVIII secolo
- Giacomo Ceruti detto il Pitocchetto, Ritratto di Giovan Battista Cattaneo, (1732 circa)
- Francesco Giugno, Incoronazione della Vergine e i santi Pietro e Paolo
- Francesco Monti, Gesù e la samaritana al pozzo, (1730 circa)
- Faustino Bocchi, Nani taglialegna che si scaldano al fuoco
- Enrico Albrici, Serenata di bambocci
- Giuseppe Bertini, Bice del Balzo nel castello di Rosate, (1851 circa)
- Riccardo Pellegrini, Mercato Arabo, (1890 circa)
- Antonio Guadagnini, Ascensione di Cristo
- Ponziano Loverini, Ritratto di Francesco Domenighini, (1905)
- Ponziano Loverini, Ritratto di Laura Campana Domenighini, (1905)
- Franca Ghitti, Racconto della valle, (1966-1968)

### Arredi e sculture
- Scultore veneto, Cristo in Pietà, (XV secolo)
- Intagliatore locale, Culla a dondolo, (XVI secolo)
- Letto del capitano (o del sindaco?) di Valle, (XVII secolo)
- Bottega del Piccini, Natività e i santi Carlo Borromeo e Antonio, (XVIII secolo)
- Bottega dei Fantoni di Rovetta, Crocifissione, (XVIII secolo)
- Franca Ghitti, Memoria del ferro. Composizione, (1980 circa)

### Stampe
- Leonardo Pallavicino, Carta del territorio bresciano, copia della carta del 1597, (secolo XVIII)

### Reperti archeologici
- Ascia, (IX- VIII secolo a.C., prima età del Ferro)
- Falcetto, (XI secolo a. C. ca. età del bronzo finale)
- Lastra, (V-IV secolo a.C. ca.)

### Raccolta libraria e documentaria
- La “Raccolta Putelli”, collezione libraria e documentaria antica, parte integrante del Museo Camuno, strettamente correlata alla collezione artistica, comprende una sezione libraria, di testi appartenuti a personaggi diversi (tra il 1477 ed il 1961), e un'importantissima raccolta documentaria, un variegato insieme di frammenti di fondi archivistici (secoli XIV e il XX), raccolte dal compianto sacerdote ed un fondo di atti, per lo più registri di deliberazioni, di appartenenza all’archivio comunale (secoli XIV-XIX).

## Mostre temporanee
- Nel segno di Leonardo. Il cenacolo vinciano nei disegni del Museo Camuno (20 settembre - 21 ottobre 2013)

Dodici disegni a matita conservati al Museo Camuno e attribuiti ad Agostino Comerio (Locate, 1784 – Recoaro, 1834), pittore e docente di figura all'Accademia di Brera, testimoniano un prezioso tentativo di traduzione grafica del capolavoro leonardiano.
- Ritratti di moda e di scritture. Dipinti, abiti e documenti da un'antica famiglia camuna (18 ottobre – 30 novembre 2014)

La riproduzione filologicamente condotta di un abito femminile del XVII secolo, basata sul ritratto di Marina Sisti, sposa del magistrato camuno Pietro Giacomo Cattaneo, incontra i ritratti dei due coniugi con i figli, in una ricostruzione documentata di un interno familiare di fine Seicento.
 Copia archiviata, su vallecamonicacultura.it. URL consultato il 24 novembre 2015 (archiviato dall'url originale il 25 novembre 2015).
- Tra carte e dipinti. La collezione d'arte e storia camuna di Romolo Putelli (18 ottobre – 29 novembre 2015)

Un percorso nel collezionismo antiquario del primo Novecento attraverso i documenti, i dipinti, reperti archeologici e i libri appartenuti al fondatore del Museo Camuno, lo storico Romolo Putelli (1880-1939). 
 Copia archiviata, su vallecamonicacultura.it. URL consultato il 24 novembre 2015 (archiviato dall'url originale il 25 novembre 2015).